# Chiquetete
Antonio José Cortés Pantoja (Algeciras, 26 de julio de 1948-Sevilla, 16 de diciembre de 2018), conocido artísticamente como Chiquetete,fue un cantante español de fama internacional que se especializó en géneros musicales como flamenco y canción melódica. Principalmente conocido por su éxito de 1984 "Esta cobardía", con autoría de Paco Cepero. Era primo de los cantantes Agustín Pantoja, Isabel Pantoja y Sylvia Pantoja.

## Biografía
Antonio José Cortés Pantoja creció en el seno de una familia gitana, aunque pronto mudaron su residencia a Sevilla cuando contaba ocho años. Con doce años se inició en el mundo artístico formando parte del conjunto Los algecireños —posteriormente llamado Los Gitanillos del Tardón— junto a Manuel Molina Jiménez y Manolo Domínguez el Rubio. En ese momento adoptó el nombre artístico de su tío materno, y padre de la también artista Isabel Pantoja, Juan Pantoja Cortés, que había formado un trío flamenco llamado Trío de los gaditanos junto a Florencio Ruiz Lara y Manuel Molina el Encajero, y que a su vez había tomado el nombre artístico de su padre, Pipoño de Jerez, posteriormente conocido como el Chiquetete de Jerez, debido a que una vecina de la localidad y natural de Alicante comenzó a llamarle chiquet [niño/chiquillo/nene]: "Que be canta el chiquet este"  [Qué bien canta el chiquillo éste] le decía en lengua valenciana, quedando Chiquete por la unión de "chiquet" y de "éste".
Alternando su carrera con el trío con actuaciones en diferentes festivales en 1976, obtuvo el Premio Mairena del Alcor. Tras ello inició su carrera en solitario con la grabación del LP Triana despierta, junto a Paco Cepero y Enrique de Melchor.
Durante unos años continuó como cantaor flamenco hasta que en 1980, con su LP Altozano, dio un giro a su carrera y se adentró en un género de balada romántica con influencia flamenca. El segundo LP de esta etapa, Tú y yo, de 1981, contenía todavía ritmos tradicionales como bulerías, fandangos y soleares. En 1988 lanzó Sevilla sin tu amor, que contenía uno de sus mayores éxitos, la sevillana «A la puerta de Toledo». Un año más tarde publicó Canalla, con temas compuestos por Juan Pardo, que sin embargo no alcanzó una gran repercusión comercial.
En la década de los noventa llegó a publicar tres LP, aunque su carrera inició un cierto declive, pues no repetiría los éxitos alcanzados en décadas anteriores.
Tras un tiempo retirado, en 2004 publicó Como la marea, bajo la producción musical de su hijo Fran Cortés. Este hijo, junto con el mayor, Antonio, y una hija, Rocío, son los tres habidos en su matrimonio con su primera esposa, la bailaora Amparo Cazalla Mora.
También estuvo con la que fue su pareja, aunque no se llegaron a casar, la modelo y colaboradora Raquel Bollo, a la que maltrató físicamente en numerosas ocasiones, hecho probado tras sentencia judicial. 
El 5 de enero de 2018, Chiquetete protagonizó un incidente cuando representaba al rey mago Gaspar en Carmona. Al comenzar la visita al colegio de las Hermanas de la Cruz, se quitó la barba y la corona porque le molestaban. Pero durante el discurso fue más lejos y soltó, ante un auditorio lleno de niñas: «Yo soy cantante, yo soy Chiquetete».

## Muerte
El 16 de diciembre de 2018, Chiquetete murió en Sevilla por un paro cardiorrespiratorio derivado de su adicción a sustancias durante décadas.
La misa funeral tuvo lugar en el Santuario de Nuestro Padre Jesús de la Salud y María Santísima de las Angustias de la Hermandad de los Gitanos de Sevilla, hasta donde se trasladaron sus seres queridos: su viuda, Carmen Gahona, y sus hijos Fran, Rocio y Antonio, y también fueron a despedir al cantante Kiko Rivera, que acompañaba a Álvaro Manuel Cortés, hijo del artista y Raquel Bollo. Numerosos amigos y compañeros de profesión estuvieron en la Iglesia, como también fueron a despedir a Chiquetete y arropar a sus seres queridos su primo Bernardo Pantoja, y compañeros como Los del Río, Antonio Carrasco, 'El Junco' y Pepe el Marismeño, María del Monte y la cantaora Alba Molina. aunque también hubo ausencias destacadas, como la de su prima Isabel Pantoja. Su última pareja, Carmen Gahona, fue una de las primeras en aparecer y se mostró devastada ante los difíciles momentos que estaba viviendo. Su cuerpo fue incinerado.

## Discografía
- Gitano yo he nacío (1977)
- Amada, amante (1977)
- Triana despierta (1979)
- Altozano (1980)
- Tú y yo (1981)
- Aprende a soñar (1982) - Disco de Platino en España
- Ser amante (1983) - Disco de Platino en España
- Eres mía (1984) - Disco de Oro en España
- Bohemio en el amor (1986)
- Madrugada (1987)
- Sevilla sin tu amor (1988)
- Canalla (1989)
- Profesor de sueños (1991)
- Torero de las estrellas (1992)
- Por un beso (1993)
- Sigo siendo río (1995)
- Grandes Éxitos (1995)
- Y quién puede ser (2000)
- Andaluz (2002)
- Como la marea (2004)
- La magia de una voz (2017)[5]